# Zwillingserde

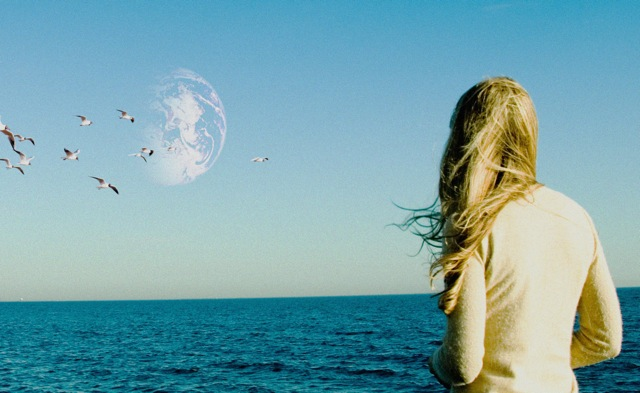
Darstellung einer Zwillingserde: Standbild aus dem Film "Another Earth"

Die Zwillingserde ist ein Gedankenexperiment, das auf den Philosophen Hilary Putnam zurückgeht. Es begründete das Konzept des semantischen Externalismus. Dieser besagt, dass die Bedeutung eines Wortes nicht a priori bekannt sein kann, sondern dass weitere, externe Faktoren bekannt sein müssen. Der Begriff semantischer Externalismus wird allerdings in der ursprünglichen Form dieses Gedankenexperiments noch nicht eingeführt.

## Situation
Gegeben sei eine Zwillingserde, die in jedem Detail dem Planeten Erde gleicht. Alles dort ist wie auf unserer Erde: Es gibt die gleichen Kontinente und Länder, die gleichen Sprachen und ein Bewohner, der auf der Erde die Sprache Deutsch spricht, spricht auch auf der Zwillingserde Deutsch. Zu jedem Bewohner unserer Erde (Erdling, engl. earthling) existiert ein Bewohner der Zwillingserde (Zwillingserdling, engl. twin earthling), wobei diese beiden sich in nichts unterscheiden. Wie die Erde ist auch die Zwillingserde zu einem großen Teil mit Wasser bedeckt und dieses ist Grundbaustein des Lebens dort. Die Zwillingserdlinge bezeichnen genau wie die Erdlinge ihr Wasser als Wasser, d. h. mit dem Wort „Wasser“ aus ihrer jeweiligen Sprache.
Der einzige Unterschied zu unserer Erde ist die chemische Struktur des Wassers: Während auf unserer Erde die Summenformel {\displaystyle H_{2}O} gilt, trifft auf der Zwillingserde die Formel {\displaystyle XYZ} zu. Genau wie {\displaystyle H_{2}O} ist auch {\displaystyle XYZ} farblos, geruchlos, nass und löscht den Durst. Die chemische Struktur ist zwar anders, aber das Verhalten ist gleich und die beiden Wässer sind voneinander sonst nicht zu unterscheiden.
Zur Durchführung des Gedankenexperiments stellt Putnam zwei verschiedene Betrachtungsstandpunkte vor:
1. Im Jahr 2050 entdecken Astronauten von der Erde die Zwillingserde und finden die dortige Struktur von Wasser heraus. Sie funken zurück zur Erde, dass der Begriff „Wasser“ auf der Zwillingserde {\displaystyle XYZ} bezeichnet. Umgekehrt entdecken Astronauten von der Zwillingserde die Erde und funken zurück, dass „Wasser“ dort {\displaystyle H_{2}O} bedeutet.
2. Im Jahr 1750 war die chemische Struktur von Wasser noch nicht bekannt. Bei einem Austausch zwischen Bewohnern der Erde und der Zwillingserde wäre die Unterscheidung unmöglich: Der Begriff „Wasser“ bedeutet zwei völlig verschiedene Stoffe, aber keiner weiß es.

## Folgen
Sowohl Erdlinge als auch Zwillingserdlinge benutzen das Wort „Wasser“ auf die gleiche Weise. Auf beiden Planeten bezeichnet es einen Stoff mit den gleichen äußerlichen Eigenschaften. Lediglich hat dieser Stoff auf dem einen Planeten die Struktur von {\displaystyle H_{2}O}, auf dem anderen aber {\displaystyle XYZ}. Daraus folgt, dass, obwohl beide Menschen mit ihrem Wasser den nassen, farb- und geruchlosen Stoff meinen, der den Durst löscht, der Begriff auf der Erde einen anderen Stoff bezeichnet als auf der Zwillingserde.
Vereinfacht kann man sich auch zwei völlig identische Menschen vorstellen, von denen einer (Person A) auf der Erde lebt und der andere (Person B) auf der Zwillingserde. Wenn A und B jeweils ein Glas Wasser trinken, was sie zur exakt gleichen Zeit und unter den gleichen Umständen tun müssen, dann denkt A dabei an {\displaystyle H_{2}O}, B aber an {\displaystyle XYZ}.
Damit ist die einzige Möglichkeit, zu bestimmen, was eine Person mit dem Begriff „Wasser“ meint, ihre Umwelt mit einzubeziehen.

## Argumentation
Putnam stellt die folgenden Prämissen auf:
- (1) Die Bedeutung eines Ausdrucks zu kennen, besteht darin, sich in einem bestimmten psychischen Zustand zu befinden.
- (2) Die Bedeutung eines Ausdrucks legt die Extension fest.

Aus diesen beiden Prämissen folgt:
- (3) Ein bestimmter psychischer Zustand legt die Extension des Ausdrucks fest.

Putnam zeigt nun unter anderem mit dem Gedankenexperiment der Zwillingserde, dass die Folgerung (3) nicht zutreffen kann, da bei völlig identischem psychologischem Zustand ein Begriff zwei verschiedene Stoffe bezeichnen kann und somit unterschiedliche Extensionen besitzt. Demnach genügt der psychische Zustand nicht, um die Bedeutung eines Begriffes festzulegen und die Folgerung (3) ist unwahr. Daraus ergibt sich wiederum, dass die Annahme (1) oder (2) ebenfalls falsch sein muss. Putnam schlägt vor, Annahme (1) zu verwerfen.

## Gegenargumente
- Wasser kann als Clusterkonzept aufgefasst werden. Demnach würde der Begriff „Wasser“ nicht {\displaystyle H_{2}O} bezeichnen, sondern etwas in der Form von der flüssige, nasse, den Durst stillende Stoff aus dem die Meere und Seen bestehen und den ich trinken kann. Hierin wären sich die Bewohner beider Erden einig. Dieses Gegenargument kann noch dadurch verstärkt werden, dass es auf der Erde durchaus Menschen gibt, die diese Bedeutung von „Wasser“ kennen, aber nicht mit seiner chemischen Struktur vertraut sind. Man könnte argumentieren, dass die chemische Struktur von Wasser für die Bedeutung des Begriffs „Wasser“ tatsächlich irrelevant sei.
- Gedankenexperimente, die sich von der Realität zu sehr unterscheiden, könnten irreführend sein, weil sie intuitiv nur im Rahmen der tatsächlichen Wirklichkeit verstanden werden können.
- Die Möglichkeit einer Zwillingserde, auf der sich lediglich ein einziges Element (hier die Struktur des Wassers) von seiner uns bekannten Form unterscheidet, scheint zweifelhaft, da jedes Element mit jedem anderen in vielfacher Beziehung steht. So gibt es die Eselsbrücke, dass eine Skizze des  {\displaystyle H_{2}O}-Moleküls an Micky Maus erinnere. Schon dies würde auf der Zwillingserde nicht mehr zutreffen.

## Trivia
In den Filmen Another Earth und Unfall im Weltraum geht es um eine Reise zu einer zweiten Erde, welche eine perfekte Kopie der unseren zu sein scheint. In beiden Fällen hat sie dann doch kleine, aber entscheidende Unterschiede. Bei Unfall im Weltraum wurde außerdem noch das Konzept der Gegenerde mit verarbeitet.
Der Film Upside Down spielt auf zwei Zwillingserden, bei denen jedoch nicht das Wasser, sondern die Schwerkraft unterschiedlich ist.

## Referenzen
- Putnam, Hilary (1975/1985): The meaning of 'meaning'. In Philosophical Papers, Vol. 2: Mind, Language and Reality., Cambridge University Press.
- Putnam, Hilary: Die Bedeutung von „Bedeutung“, übersetzt von Wolfgang Spohn, Klostermann Texte Philosophie.